# Temple Church
Temple Church is een kerkgebouw in de City of London, gelegen tussen Fleet Street en de Theems. De kerk is gebouwd door de Tempeliers als hun Engels hoofdkwartier en werd ingewijd op 10 februari 1185 door Patriarch Heraclius van Jeruzalem. Tijdens de regeerperiode van Koning John (1199–1216) diende het gebouw als koninklijke schatkist, wat werd ondersteund door de rol van de Tempeliers als proto-internationale bankiers. Het gebouw is beroemd om zijn ronde vorm, een algemeen kenmerk voor kerken van de Tempeliers, en om de 13e en 14e-eeuwse stenen beelden. In de Tweede Wereldoorlog werd de kerk zwaar beschadigd door Duitse bombardementen, nadien is de kerk gerestaureerd.

## Geschiedenis

### 12e-15e eeuw
Door de snelle groei van de Orde van de Tempeliers in het midden van de 12e eeuw, was er behoefte aan een hoofdkwartier en plaats van samenkomst van voldoende grootte. Daarom kochten ze het terrein waar behalve de kerk, ook woonvertrekken, militaire trainingsfaciliteiten en recreatiegelegenheid voor de monniken werden gerealiseerd.

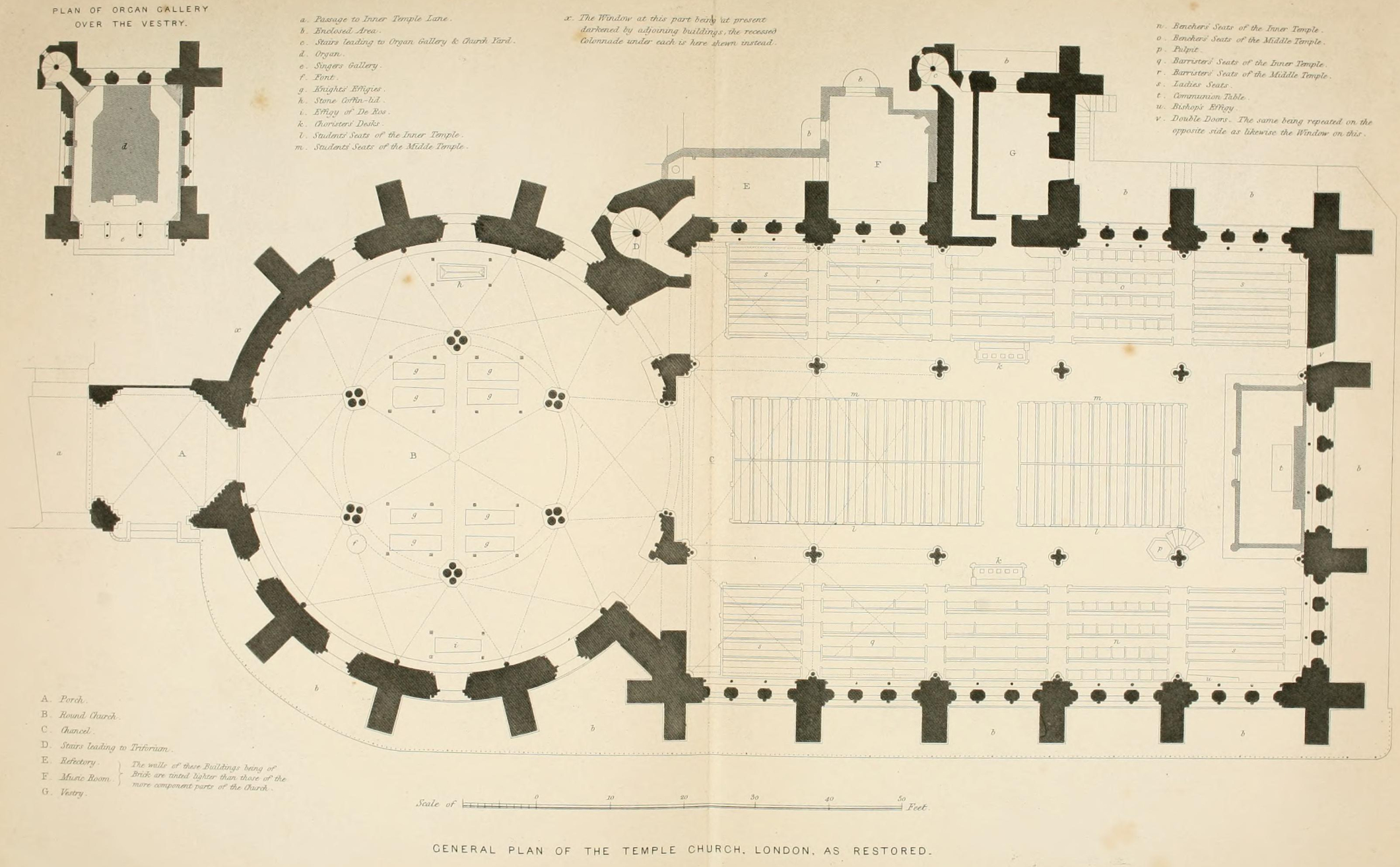
Plattegrond van de Temple Church

Het kerkgebouw bestaat uit twee delen: het oorspronkelijke ronde kerkgebouw, de Round Church dat nu dienst doet als schip, en een rechthoekig deel dat ongeveer een halve eeuw later aan de oostkant is aangebouwd, het priesterkoor.
De ronde kerk heeft een diameter van ongeveer 17 meter, en bevat een zestal oudst-bekende pilaren van gesteente uit Purbeck. 
Koning Hendrik III (1216–1272) wilde in de kerk worden begraven. Om dat mogelijk te maken, werd in het begin van de 13e eeuw de oorspronkelijke aanbouw aan de oostzijde afgebroken en vervangen door een grotere. Deze werd ingewijd op Hemelvaartsdag van het jaar 1240 en bestaat uit een middenbeuk en twee zijbeuken. De hoogte van het gewelf is 12 meter. Hoewel een van zijn kinderen in het middenschip werd begraven veranderde Henry III zijn wens, en werd begraven in Westminster Abbey.
Nadat de Orde van de Tempeliers in 1307 uitgespeeld raakte, bracht koning Eduard II de kerk onder de bezittingen van de Kroon. Later werd de Temple Church aan de Orde van Sint-Jan gegeven, die het gebouw verhuurden aan twee genootschappen van juristen. Zij ontwikkelden zich later tot twee van de vier Londense Inns of Court.

### 16e-19e eeuw

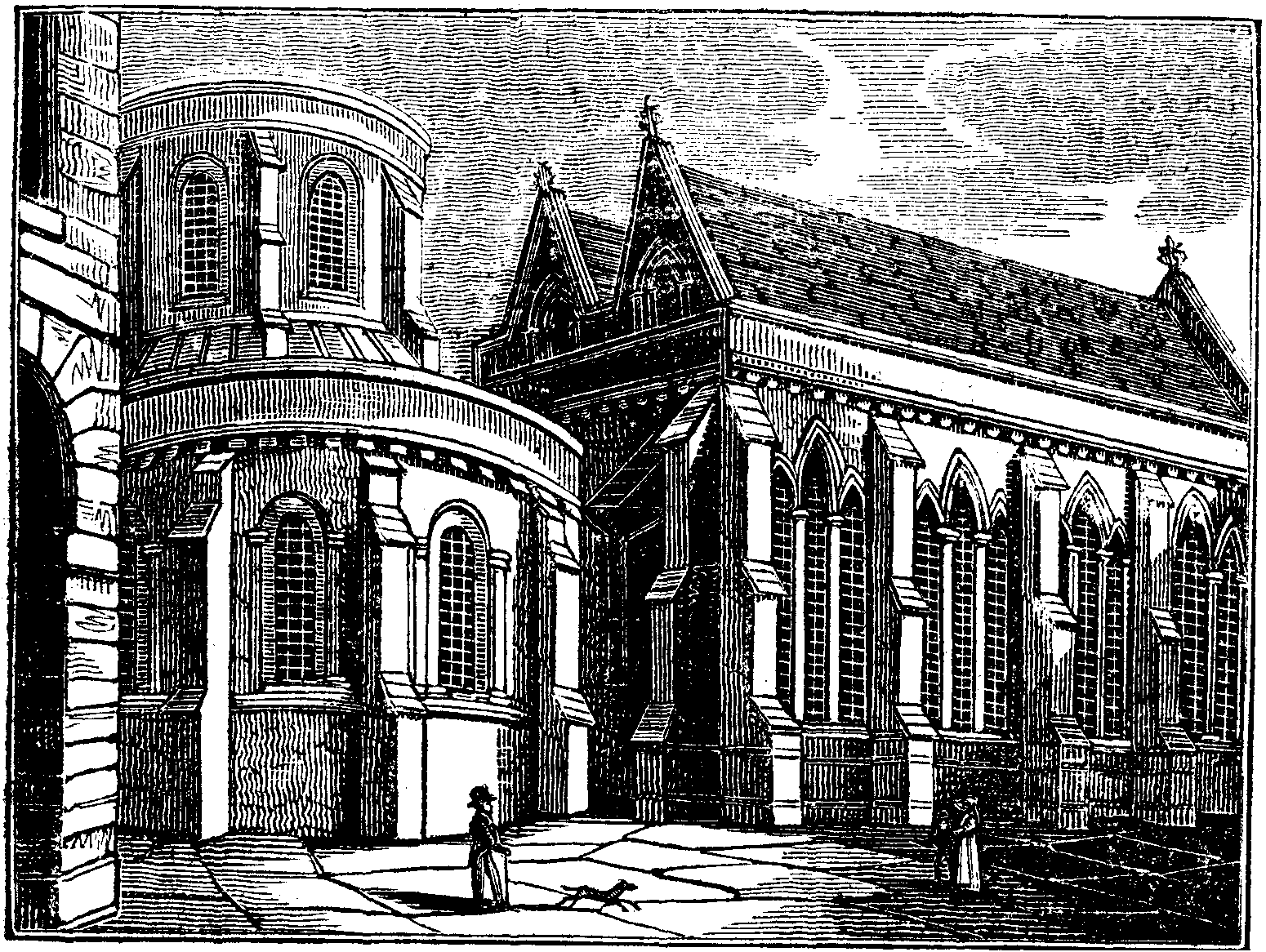
Houtsnede uit 1827 van de Temple Church

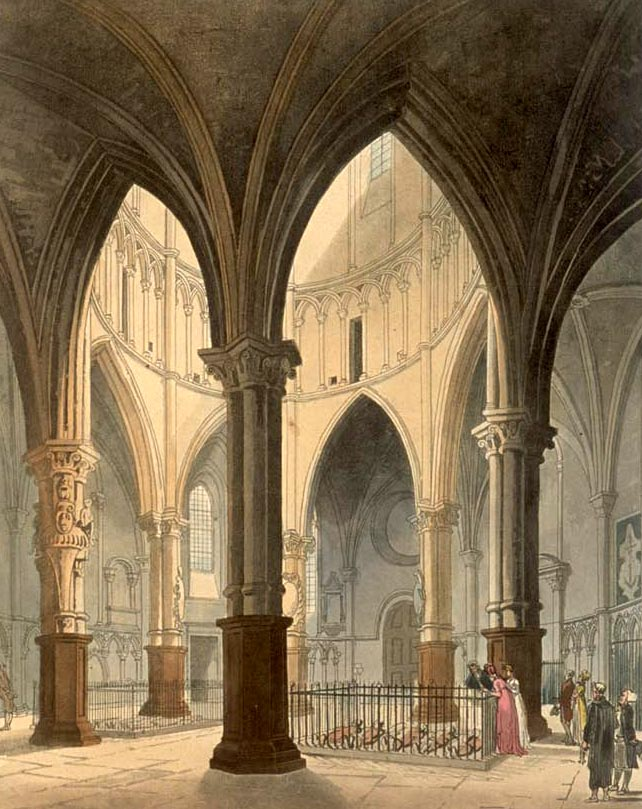
Interieur van de Round Church, begin 19e eeuw

In 1540 werd de kerk opnieuw eigendom van de Kroon toen koning Hendrik VIII de Orde van Sint-Jan in Engeland verbood en hun bezittingen in beslag nam. Hendrik VIII stelde een priester aan met de titel "Master of the Temple". In de jaren 1580 was de kerk toneel van de Battle of the Pulpits, een theologisch conflict tussen de puriteinen en aanhangers van het compromis van Elizabeth I van Engeland. Toneelschrijver William Shakespeare was bekend met de kerk. In zijn toneelstuk Henry VI, Part 1 beschrijft hij hoe de huizen Lancaster en York, die streden om het koningschap van Engeland,  hun roos kiezen in de tuin van de Temple Church, waardoor de Rozenoorlogen zouden zijn begonnen. In 2002 werd deze gebeurtenis herdacht met het planten van witte en rode rozen in de tuin.
In 1608 kregen de beide genootschappen van juristen van koning James I het eeuwigdurende recht om de kerk te gebruiken, op voorwaarde dat ze het gebouw zouden onderhouden. De kerk wordt nog door hen gebruikt als ceremoniële kapel.
Eind 17e eeuw werd de Temple Church opgeknapt door Christopher Wren, die behoorlijke veranderingen aan het interieur aanbracht, waaronder de toevoeging van een altaarscherm en de installatie van het eerste orgel. In 1841 volgde een Victoriaanse restauratie door Smirke en Burton, die de muren en het plafond beschilderden in neo-gotische stijl in een poging de veronderstelde originele verschijning van de kerk terug te brengen. Verdere restauraties werden uitgevoerd in 1862 door James Piers St Aubyn.

### 20e eeuw

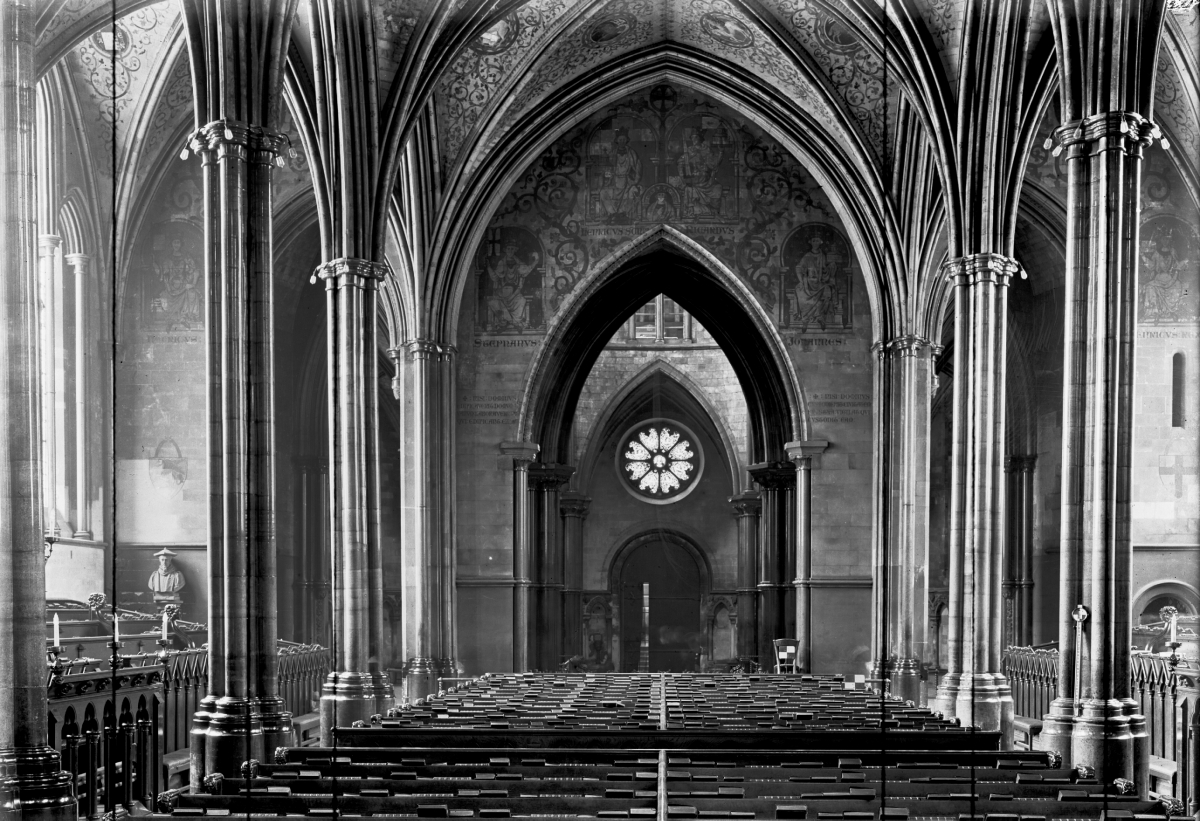
Temple Church in 1914

Op 10 mei 1941 vatte na een bombardement met brandbommen het dak van de ronde kerk vlam, waarna het vuur zich snel verspreidde naar het schip en het koor. Het orgel en alle houten delen inclusief de Victoriaanse renovaties, werden door het vuur verteerd en de pilaren van Purbeck-gesteende kregen scheuren door de intense hitte. Ze werden vervangen door nieuwe met een identieke vorm. Ook de lichte neiging naar buiten toe, een architectonische eigenaardigheid, werd nagevolgd bij de vervangende pilaren.
Tijdens de renovatie werd ontdekt dat elementen sinds de 17e-eeuwse renovatie door Wren in opslag hadden gelegen; deze werden weer op hun vroegere plekken aangebracht. De kerk werd op 4 januari 1950 aangewezen als monumentaal gebouw van de eerste graad.

## Gebruik

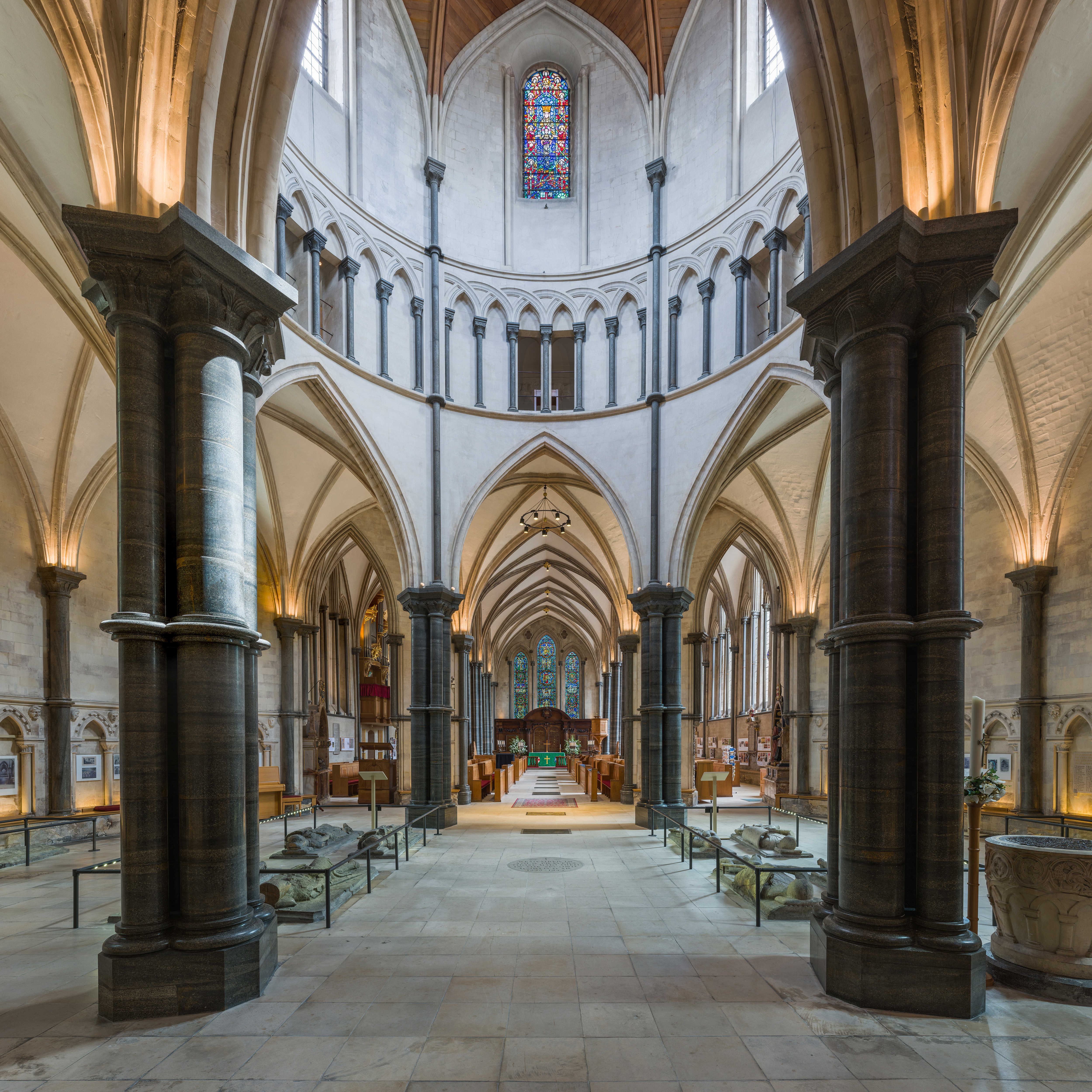
Interieur van de Round Church met zicht naar het oosten op het koor

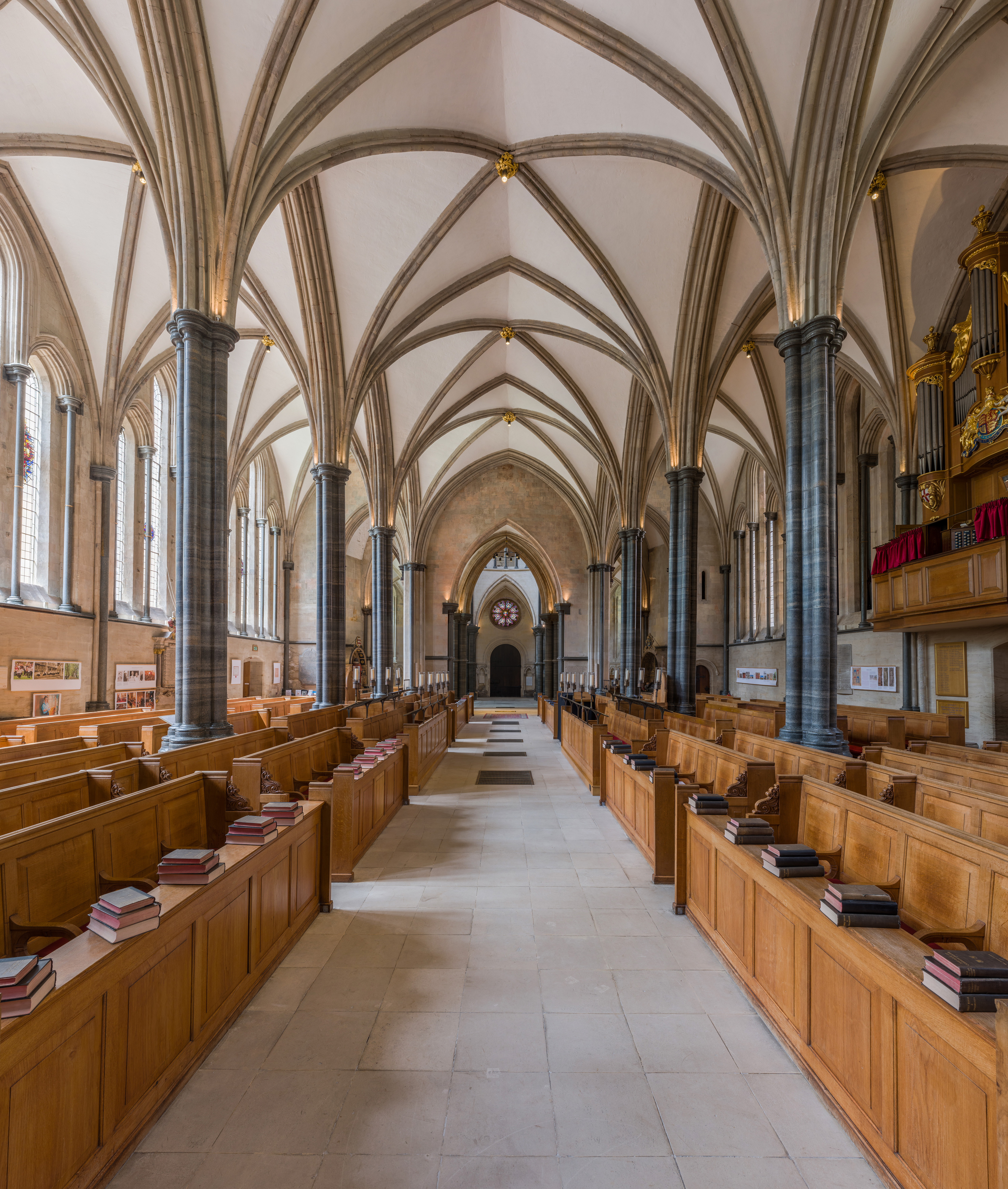
Interieur van het koor met zicht naar het westen op de Round Church

In de Temple Church worden kerkdiensten gehouden, op zondagen ook de Heilige Communie en de metten. Leden van de Inner en Middle Temples (de juridische genootschappen) kunnen er trouwen of voor andere doelen gebruik van maken. 

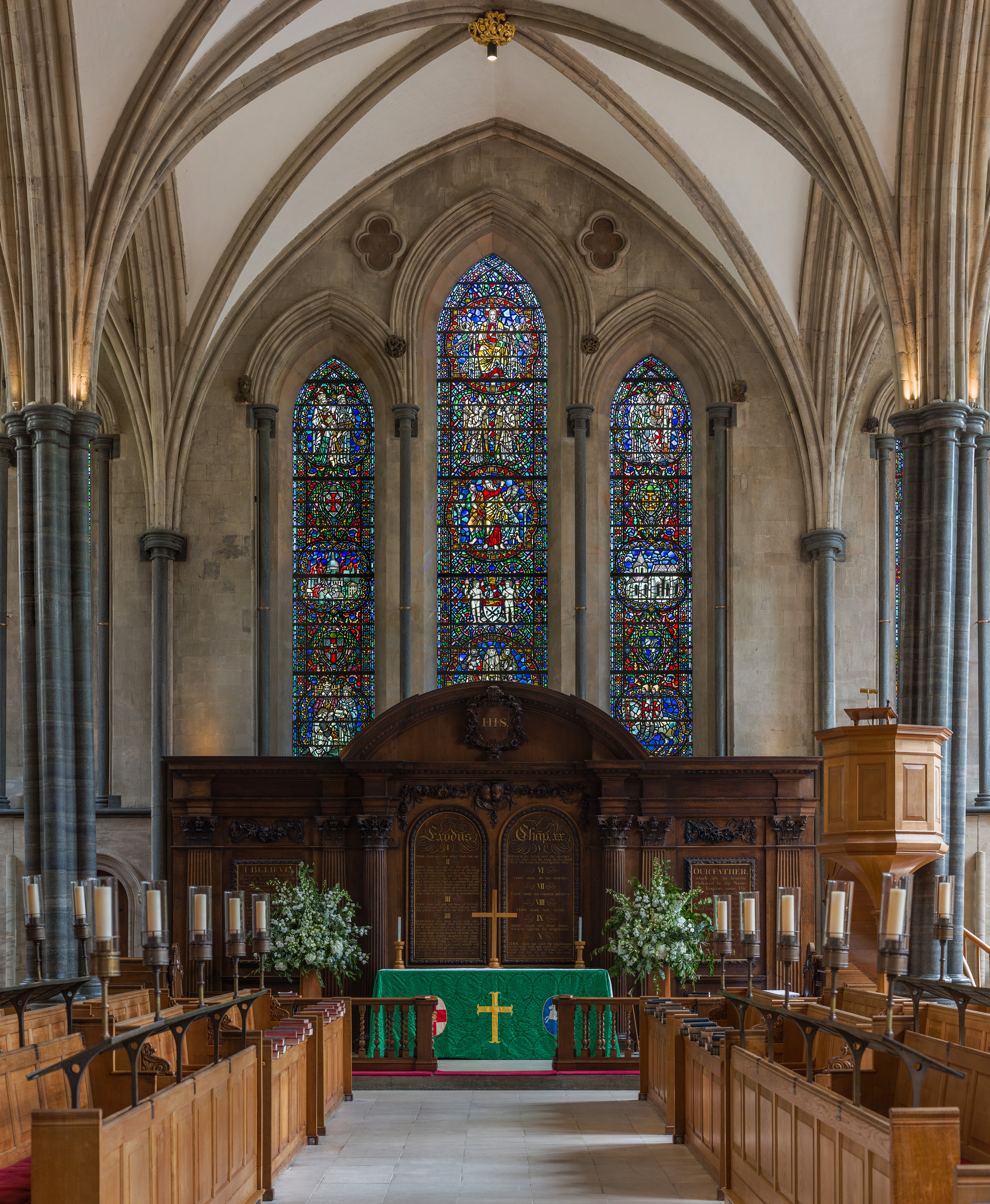
Altaar en gebrandschilderd glas aan het oosteinde van de kerk

### Muziekuitvoeringen

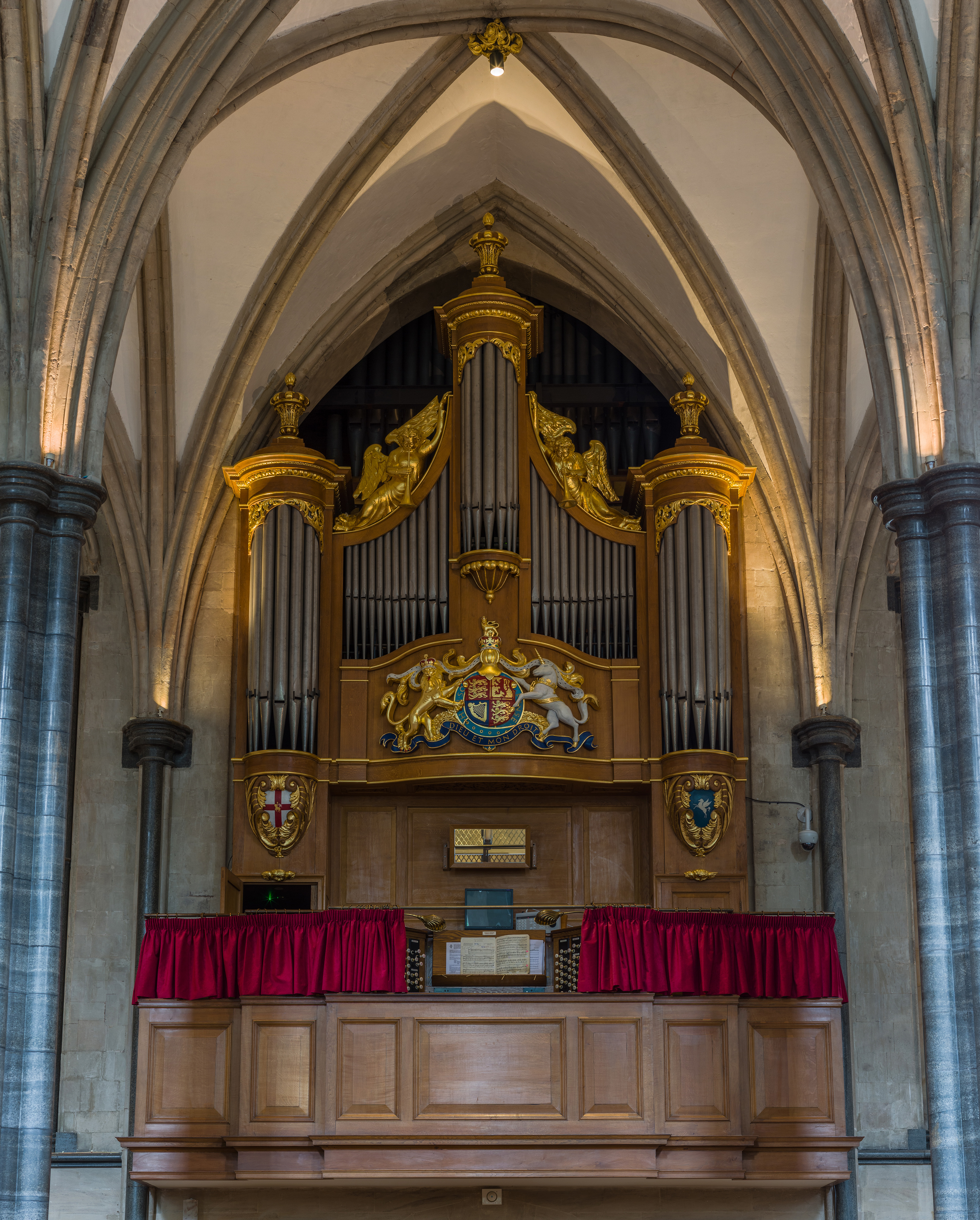
Orgel

Er worden regelmatig uitvoeringen gegeven van koormuziek en orgel recitals. In 1842 werd een koor naar de Engelse kathedraaltraditie ingesteld onder leiding van Dr E. J. Hopkins, dat snel een hoge reputatie verwierf.
In 1927 werd onder George Thalben-Ball een wereldberoemd geworden opname gemaakt van Mendelssohn's Hear My Prayer, inclusief de solo "O for the Wings of a Dove" door Ernest Lough. Dit werd een van de meest populaire opnames aller tijden van een kerkkoor, met hoge verkoopcijfers doorheen de 20e eeuw. In 1962 waren er een miljoen exemplaren verkocht (gouden plaat), met een schatting van 6 miljoen per begin 21e eeuw.
De goede akoestiek trekt ook seculiere misici aan: Sir John Barbirolli maakte er een opname van Fantasia on a Theme of Thomas Tallis van Ralph Vaughan Williams in 1962, en  Paul Tortelier maakte er zijn opname van de Cello Suites van Bach in april 1982.
Terwijl filmcomponist Hans Zimmer werkte aan de soundtrack voor de film Interstellar, verkoos hij de Temple Church voor de opnames van de gedeelten waar een orgel bij nodig was. Roger Sayer, organist van de kerk, bespeelde het orgel terwijl een groot orkest door de hele kerk stond opgesteld.

### Orgel
In de kerk zijn twee orgels aanwezig: het grote Harrison & Harrison orgel werd gebouwd in 1924 voor het Glen Tanar Castle en werd in 1954 in de Temple Church ingebouwd. Voorts is er een kamerorgel, gebouwd door Robin Jennings in 2001.

## Master of the Temple
De kerk beschikt over twee geestelijken, die worden aangeduid als de "Master of the Temple" en de "Reader of the Temple." De titel Master of the Temple is ontleend aan het hoofd van de voormalige Orde van de Tempeliers. De "Master" wordt benoemd door de Britse Kroon, dat recht is behouden toen de kerk in 1608 door koning Jacobus I van Engeland werd overgedragen aan de juristen. Per 2020 wordt het ambt van Master bekleed door Rev. Robin Griffith-Jones, hij werd benoemd in 1999. Hij houdt geregeld bijeenkomsten rond het middaguur (lunchtime talks), die bezocht kunnen worden door het publiek.

## Begraven in Temple Church
In de kerk liggen onder andere begraven:
- Willem de Maarschalk overleden in 1219
- John Selden overleden in 1654